# Fissistigma pallens
Fissistigma pallens (Finet & Gagnep.) Merr. – gatunek rośliny z rodziny flaszowcowatych (Annonaceae Juss.). Występuje naturalnie w Wietnamie oraz południowych Chinach (w południowo-zachodniej części regionu autonomicznego Kuangsi). 

## Morfologia
PokrójZimozielone i zdrewniałe liany dorastające do 12 m wysokości. Gałęzie są nagie i mają ciemnoszarą barwę.
LiścieMają podłużny kształt. Mierzą 15–20 cm długości oraz 6–8 cm szerokości. Mają zielonoszarawą barwę. Są lekko owłosione od spodu. Nasada liścia jest od rozwartej do zaokrąglonej. Blaszka liściowa jest o wierzchołku od tępego do ostrego. Ogonek liściowy jest nagi i dorasta do 20 mm długości.
KwiatySą pojedyncze lub zebrane po 2–3 w wierzchotki, rozwijają się na szczytach pędów lub naprzeciwlegle do liści. Działki kielicha mają trójkątny kształt i są owłosione od wewnętrznej strony. Płatki mają owalny kształt, są owłosione i osiągają do 1,5 cm długości. Kwiaty mają owłosione słupki o cylindrycznym kształcie i długości 5 mm. Podsadki mają trójkątny kształt.

## Biologia i ekologia
Rośnie w lasach. Występuje na wysokości od 600 do 800 m n.p.m. Kwitnie od marca do maja, natomiast owoce pojawiają się od czerwca do sierpnia.